# Klíče od pevnosti Boyard
Klíče od pevnosti Boyard (ve francouzském originále Les clés de Fort Boyard) je francouzská dobrodružná televizní soutěž, v níž soutěží vždy šestičlenný tým, který v průběhu soutěže plní nejrůznější úkoly a jehož konečným cílem je uhodnout heslo k otevření trezoru. Výhru pak soutěžící obvykle věnují na charitativní účely.
Soutěž vznikla v roce 1990 a v Česku ji vysílala Česká televize, později také TV Nova. V průběhu let byla také vysílána v různých regionálních provedeních, dokonce i na Slovensku. Od 2. února 2012 vysílala tuto soutěž (její britskou verzi nazvanou Fort Boyard) také televizní stanice Prima Cool. V roce 2013 Prima Cool vysílá i originální francouzskou verzi.

## Pravidla soutěže
V sezóně 2022 bylo natočeno celkem 9 epizod, v každé tým šesti lidí. Vůbec poprvé se na pevnosti nenacházejí živí tygři, v sálu s pokladem najdeme jen umělé siluety. Soutěž samotná je rozdělena na mnoho části. V první z nich je úkolem soutěžících v časovém limitu 45 minut získat sedm klíčů. Klíče získávají za splnění úkolů v místnostech po celé pevnosti. Pak se soutěžící osvobuzují z vězení díky úkolu Šerifa, pokud jej nesplní, zůstávají zavřeni. Pak se tým přesunuje do sálu rozsudků, kde se musí u Blanche nebo Rouge získat chybějící klíče, za každý klíč se jeden soutěžící obětuje a plní úkol. U Blanche jde o úkol na zručnost, u Rouge jde o fyzický souboj proti členovi rodiny Boo (Big Boo, Lady Boo, Little Boo). Pokud soutěžící úkol nezvládnou, zůstanou ve vězení až do boje s Pány temnot.
V třetí části získávají soutěžící indicie, které jim napoví konečné heslo k trezoru. V sezóně 2022 je k dispozici 5 úkolů. V další části se osvobozují vězni, kteří nezvládli úkol v sálu rozhodnutí – v časovém limitu musí sníst odporné jídlo nabídnuté Šerifem, přebytečný čas se odečte od času v sálu s pokladem. Dále soutěžící bojují proti Pánům temnot, aby získali čas pro získání peněz. Mají v základu dvě a půl minuty a za každý vyhraný duel mají 15 sekund navíc. Jsou tři duely a pokud prohrají, čas neztratí. 
Na samém konci hry je třeba ze získaných indicií poskládat heslo, pokud je správné, družstvo sbírá Boyardy až do zavření brány.
Kvůli úpadku sledovanosti v posledních letech je každý díl sezony 2022 trochu jiný - pravidla se trochu mění pro každý tým. Navíc se vrátila spousta kultovních disciplín jako Excalibur nebo vyhození klíče do moře při neuhodnutí hádanky otce Fury.
Je nutno podotknout, že každý rok se pravidla trochu mění, toto je popis pravidel pro sezónu 2022.
Rok 2023 kromě nových disciplín nepřinesl větší změnu v pravidlech. Otec Fura opět každý díl hraje kartu Trumfa (Atout du Père Fouras), která pro konkrétní díl mění pravidla jak hry jakožto celku, tak i některých disciplín. Například známá Hasičárna (Caserne) se v prvním díle hrála jako štafeta čtyř soutěžících.

## Postavy
Postavy vystupující v soutěži se liší v různých sériích. Mezi nejznámější patří:
- otec Fura (fr. Le père Fouras, hráli ho Michel Scourneau v roce 1990, Yann Le Gac v letech 1991–2001, v roce 2002 Didier Hervé a od roku 2003 opět Yann Le Gac)
- Profesor (v originále The Professor, hrál Geoffrey Bayldon, v dílech z produkce Velká Británie, 1.–4. série)
- Captain Baker (nahradil Profesora, hraje Tom Baker, v dílech z produkce Velká Británie, série 5)
- Paklíč odmyká a zamyká dveře úkolů na klíč (trpasličí průvodce po pevnosti, v originále Passe-Partout, Jacques, hraje André Bouchet)
- Pačes měří čas hádání hádanek (u Profesora nebo Captaina Bakera) (trpasličí průvodce po pevnosti, v originále Passe-Temps, Jules, hraje Alain Prévost, od roku 1990 do roku 2009)
- Klíčník (trpasličí průvodce po pevnosti, hraje Anthony Laborde, od roku 2004. V originále Passe-Muraille)
- Félindra (také Monique, krotitelka tygrů, tygří hlavou ovládá mechanismus pokladnice, hraje Monique Angeon, od roku 1991, s výjimkou roků 1998 a 2006)
- Kebule („startuje“ hru úderem na gong, stará se o vězně, v originále La Boule, hraje Yves Marchesseau, od roku 1994 do roku 2014, kdy 29. září 2014 zemřel)
- Patrice Laffont – první moderátor soutěže (1990–1999)
- Jean-Pierre Castaldi – druhý moderátor, vystřídal Patrice Laffonta (2000–2002)
- Olivier Minne – třetí moderátor, vystřídal Jean-Pierra Castaldiho (2003–dosud)